# Picnic en Formalhaut
«Picnic en For»malhaut es un sencillo del grupo musical Aviador Dro editado en abril del año 1988 por el sello "DRO" bajo la referencia DRO 1D-399. 

Fue el segundo sencillo del álbum Ingravidez, grabándose en los Estudios Musitrón y siendo la propìa banda (junto con José Luís y Manuel Garrido) la encargada de la producción.
El nombre del sencillo hace referencia a una estrella de la constelación Piscis Austrinus denominada Formalhaut.

## Lista de canciones
| Título                                   | Autor              | Duración |
| ---------------------------------------- | ------------------ | -------- |
| «Picnic en Formalhaut» (Hyper Radio Mix) | Servando Carballar | 2:30     |
| «Dragón»                                 | Servando Carballar | 3:49     |